# Высший пилотаж (фильм, 2002)
«Высший пилотаж» (англ. Spun) — фильм 2002 года (название также можно перевести как «Кручёный», «На винте»), главные роли в котором исполнили Микки Рурк, Бриттани Мерфи, Джон Легуизамо.

## Сюжет
Росс (Джейсон Шварцман) является постоянным клиентом Паука (Джон Легуизамо), поставщика метамфетамина. В его доме Росс знакомится с производителем метамфетамина «Поваром» (Микки Рурк) и его подружкой-стриптизёршей. Так начинаются безумные трёхдневные приключения Росса — передряги с полицией, изготовление и употребление наркотиков и многое другое.
Наконец, после нескольких дней безостановочной безумной деятельности, «питаемой» употреблением наркотиков, главные герои всё-таки засыпают, за исключением «Повара». Пока Росс дремлет в своём автомобиле, «Повар» запускает новую лабораторию в старом трейлере, но взрывает его непосредственно в ходе испытания.

## В ролях
| Актёр            | Роль        |
| ---------------- | ----------- |
| Джейсон Шварцман | Росс        |
| Микки Рурк       | «Повар»     |
| Бриттани Мёрфи   | Никки       |
| Джон Легуизамо   | «Паук» Майк |
| Мина Сувари      | Куки        |
| Петер Стормаре   | Коп         |
| Алексис Аркетт   | Коп         |
| Хлоя Хантер      | Эйприл Лав  |
| Дебора Харри     | Соседка     |
| Эрик Робертс     | «Мужик»     |
| Элиза Боканегра  | Гиглес      |
| Джулия Мендоза   | Садгерл     |
| Шарлотта Айанна  | Эми         |

### Камео
- Ларри Дрейк — Dr.K
- Билли Корган — Доктор
- Чайна Чоу — Проститутка
- Роб Хэлфорд — Продавец в секс-шопе
- Тони Кэй — Диктор в стрип-клубе
- Рон Джереми — Бармен
- Джош Пек — Толстяк